# مقتل الجنرال وولف (لوحة فنية)
مقتل الجنرال وولف هي لوحة فنية شهيرة رسمها الفنان الأمريكي بينيامين ويست, تعود إلى عام 1770 و تصور مقتل الجنرال البريطاني جايمس وولف خلال معركة كيبيك في عام 1759 و التي كانت جزء من حرب السبع سنوات. تعود اللوحة إلى فترة حركة التنوير و قد رسمت على الكانفا بستخدام الألوان الزيتية. في عام 1771 رسم ويست لوحة شبه مطابقة للملك جورج الثالث.

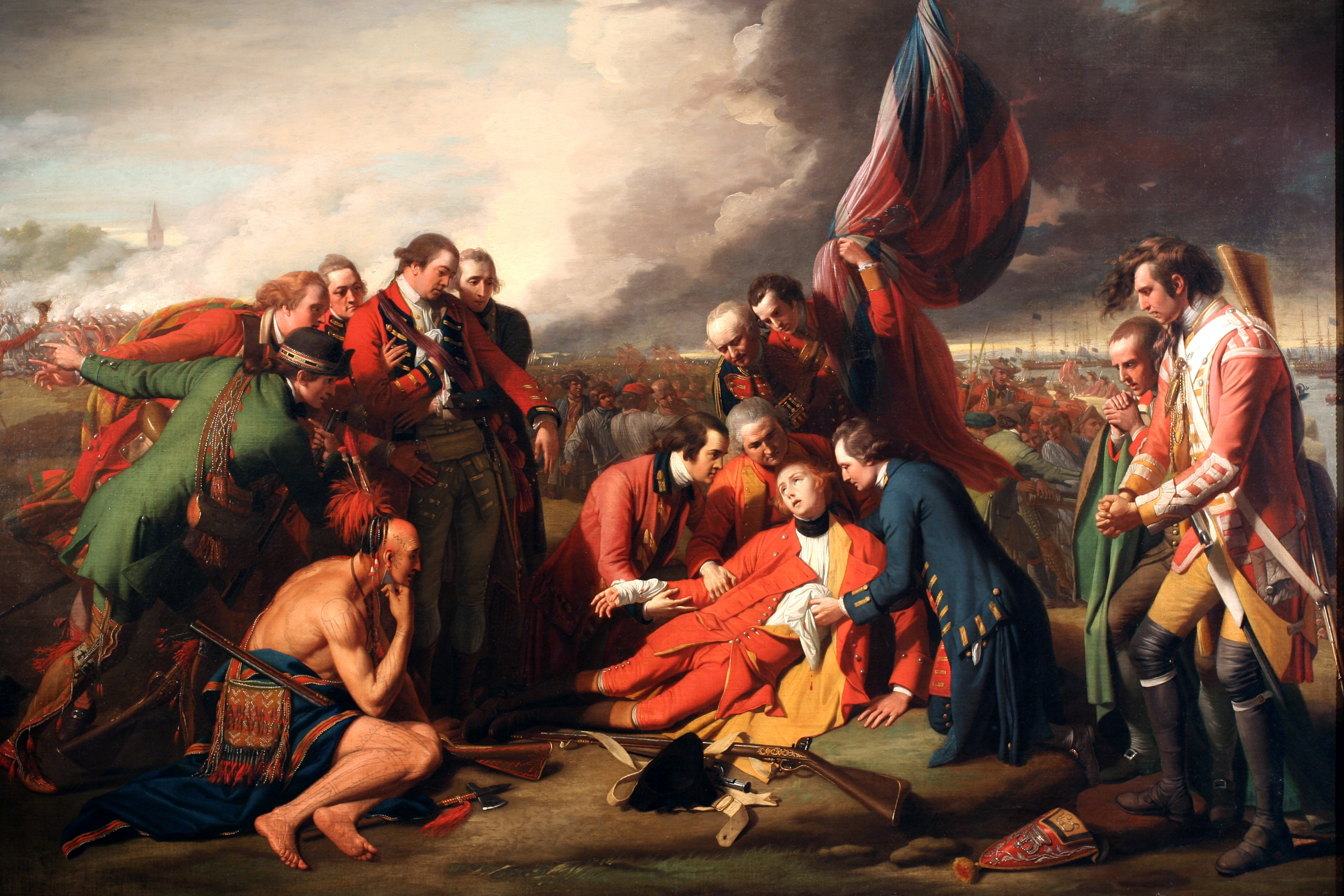
مقتل الجنرال وولف. بينيامين ويست 1770

## التفاصيل
يصور ويست الجنرال وولف بموضعية مشابه للمسيح . هذا الرسم هو ذو تكوين ثلاثي بأعلى العلم ممثلا الأوج إضافة إلى أوضاع الرجال . تم رسم هذه اللوحة على غرار المشاهد المأخوذة من لوحة «الرثاء» و التي تصور السيد المسيح و هو ملقى على حضن مريم العذراء. إضافة إلى ذلك يصور محارب هندي أحمر يجثو على ساقيه واضع ذقنه على قبضة يده والذي يمكن تفسيره على أنه إشارة إلى التفكير العميق أو الذكاء . البعض الآخر قد يفسره على أنه قكر مستوحى من مثالية المتوحش النبيل . يوجد على الأرض أمام الجنرال وولف بندقيته من طراز المسكيت إضافة إلى علبة الذخيرة وحربة البندقية. علاوة على ذلك ذهب الجنرال إلى المعركة مدجج بسلاح كما كان رفقائه ولكن كان المسكيت التي استعملها ذات جودة أعلى. تجدر الإشارة أن زيه كان بسيط بنسبة إلى منصبه والذي كان قائد وحدة .الزي مكون من معطف أحمر صدرة حمراء بنطال أحمر وقميص أبيض.
يوجد بجانب وولف الدكتور توماس هيند مرتديا سترة زرقاء وهو يحاول أن يوقف النزيف من جرح الجنرال والذي لم يسعفه الحظ وتوفي لاحقا. إضافة إليه وعلى يمين الرجال المحيطين بجنرال وولف يقترب شخص يجري حامل قبعته في يد واحدة وهو يلوحها للفت الانتباه وحامل علم فرنسا القديم في الأخرى منذرا بهزيمة الفرنسيين في المعركة.